# Balaka pauciflora
Balaka pauciflora är en enhjärtbladig växtart som först beskrevs av Hermann Wendland, och fick sitt nu gällande namn av Harold Emery Moore. Balaka pauciflora ingår i släktet Balaka och familjen Arecaceae. Inga underarter finns listade i Catalogue of Life.